# روش توزیع لنگر
روش توزیع لنگر یک روش تحلیل سازه‌ها برای تیرها و قابهای نامعین ایستایی است که توسط هاردی کراس ابداع شد. جزئیات روش در سال ۱۹۳۰ در یک مجله ASCE منتشر شد. این روش فقط اثرات خمشی را به حساب می‌آورد و اثرات محوری و برشی را نادیده می‌گیرد. از دهه ۱۹۳۰ تا زمانی که رایانه‌ها به‌طور گسترده‌ای در طراحی و تجزیه و تحلیل سازه‌ها مورد استفاده قرار گرفتند، روش توزیع لنگر متداول‌ترین روش کاربردی بود.